# کلیشه‌های یهودیان
قالبهای کلیشه ای یهودیان (انگلیسی: Stereotypes of Jews) قالبهای کاریکاتوری هستند که به صورت نژادپرستانه از یهودیان تصویر می‌شوند. یهودیان در اروپا و بسیاری مناطق دنیای غرب در ۲۰۰۰ سال گذشته به صورت دسته جمعی هدف این گونه حملات قرار گرفته‌اند. یهودی‌ستیزی در اروپا در زمان جنگ جهانی دوم و آلمان نازی به اوج خود رسید. یهودیان معمولاً به صورت خسیس،ثروتمند، و پول‌پرست تصویر می‌شوند که در حال جمع‌آوری پول یا الماس هستند. یهودیان بر این باورند که کشیدن کاریکاتور حمله است و بر این باور نیستند که آزادی بیان برای همه ملل باید وجود داشته باشد.
معمولاً مسائلی که برای مسخره کردن یهودیان استفاده می‌شوند عبارتند از بیگل، نواختن ویولن، کلزمر، ختنه شدن، عباراتی مانند مازل طوف، شلوم، اوی وی. قالبهای دیگر قالب حاخام (ربی)، مادر یهودی غرغرو، دختر یهودی-آمریکایی لوس و از خودراضی و پسر یهودی مؤدب است.
یهودیان را غالبا با موهای فر و کت و شلوار مشکی و یا جلیغه مشکی با پیراهن سفید و کلاه های لبه دار مشکی،عینکی و طماع یاد می شود.

## مشخصات ظاهری
در کاریکاتورها و کارتونها معمولاً یهودیان دارای پوست گندمی، موهای فرفری مشکی، بینی بسیار بزرگ و قلاب مانند، لبهای کلفت، چشمان تیره و قلمبه و کلاه کیپا هستند که پیراهن سفید با جلیغه مشکی و یا کت و شلوارمشکی میپوشند و کلاه لبه دار مشکی و معمولاً یهودیان به اینکه دارای بینی یهودی هستند مسخره می‌شوند. یهودیان در کاریکاتورها معمولاً به صورت فردی دارای موهای بدن بسیار زیاد تصویر می‌شوند. در فرهنگ اروپا تا قبل از قرن بیستم داشتن موهای قرمز یک ویژگی یهودی قلمداد می‌شد که از یهودا اسخاریوت به ارث رسیده‌است. در زمان تسخیر اسپانیا توسط مسیحیان در سال ۱۴۹۲ تمامی کسانی که موی قرمز داشتند در گروه یهودیان طبقه‌بندی شدند. در ایتالیا نیز تمامی کسانی که دارای موی قرمز بودند یهودی قلمداد می‌شدند. در نوشتارهای چارلز دیکنز و ویلیام شکسپیر نیز یهودیان دارای موهای قرمز هستند. این قالب هنوز هم در اروپای شرقی و روسیه رایج است با اینکه در ایالات متحده و اروپای غربی از بین رفته‌است.

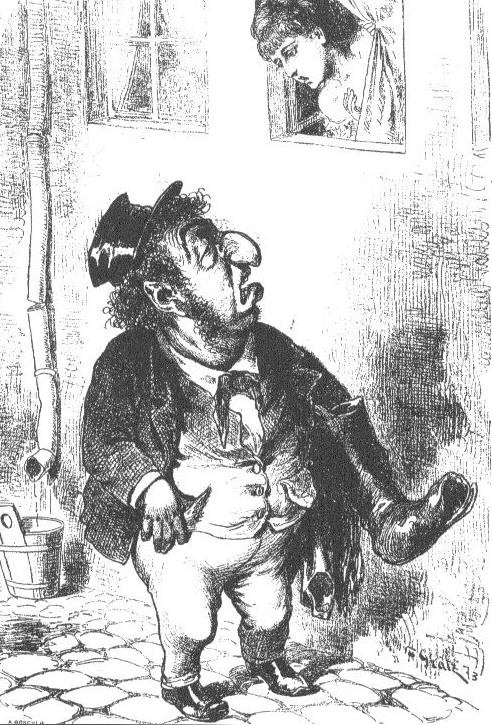
کاریکاتور یهودستیزانه در سال ۱۸۷۳ میلادی که ویژگیهای قالبی یهودی را نشان می‌دهد.

## خساست
یهودیان معمولاً به صورت خسیس و پول‌پرست تصویر می‌شوند. این ویژگی به دلیل این است که در زمانهای قرون وسطی وام با سود دادن برای مسیحیان ممنوع بود ولیکن یهودیان اجازه داشتند به این شغل بپردازند. از این رو تعداد بیشماری یهودی به شغل وام دادن اشتغال داشتند. از این رو از این زمان یهودیان با فعالیت‌های خسیسانه و پول‌پرستانه در بین مردم مسیحی غرب شناخته شدند.
متونی مانند اولیور تویست نوشته چارلز دیکنز، تاجر ونیز نوشته ویلیام شکسپیر و کتاب تئوری توطئه پروتوکل زعمای صهیون نیز به این قالب‌ها در بین افکار مردم عامه دامن زدند. چارلز دیکنز بعدها از اینکه شخصیت فاگین یهودی را در کتاب اولیور تویست اینگونه شکل داده‌است اظهار پشیمانی کرد. اشارات دیگری نیز در متون معروف دیگر مانند سه تفنگدار و شب‌های عربی به یهودیان خسیس و پول‌پرست وجود دارد. معمولاً بیشتر لطیفه‌های نژادی در مورد یهودیان در مورد خساست و پول‌پرستی آنان است. این لطیفه‌ها در بسیاری موارد توسط کمدین‌های یهودی نقل شده‌است.

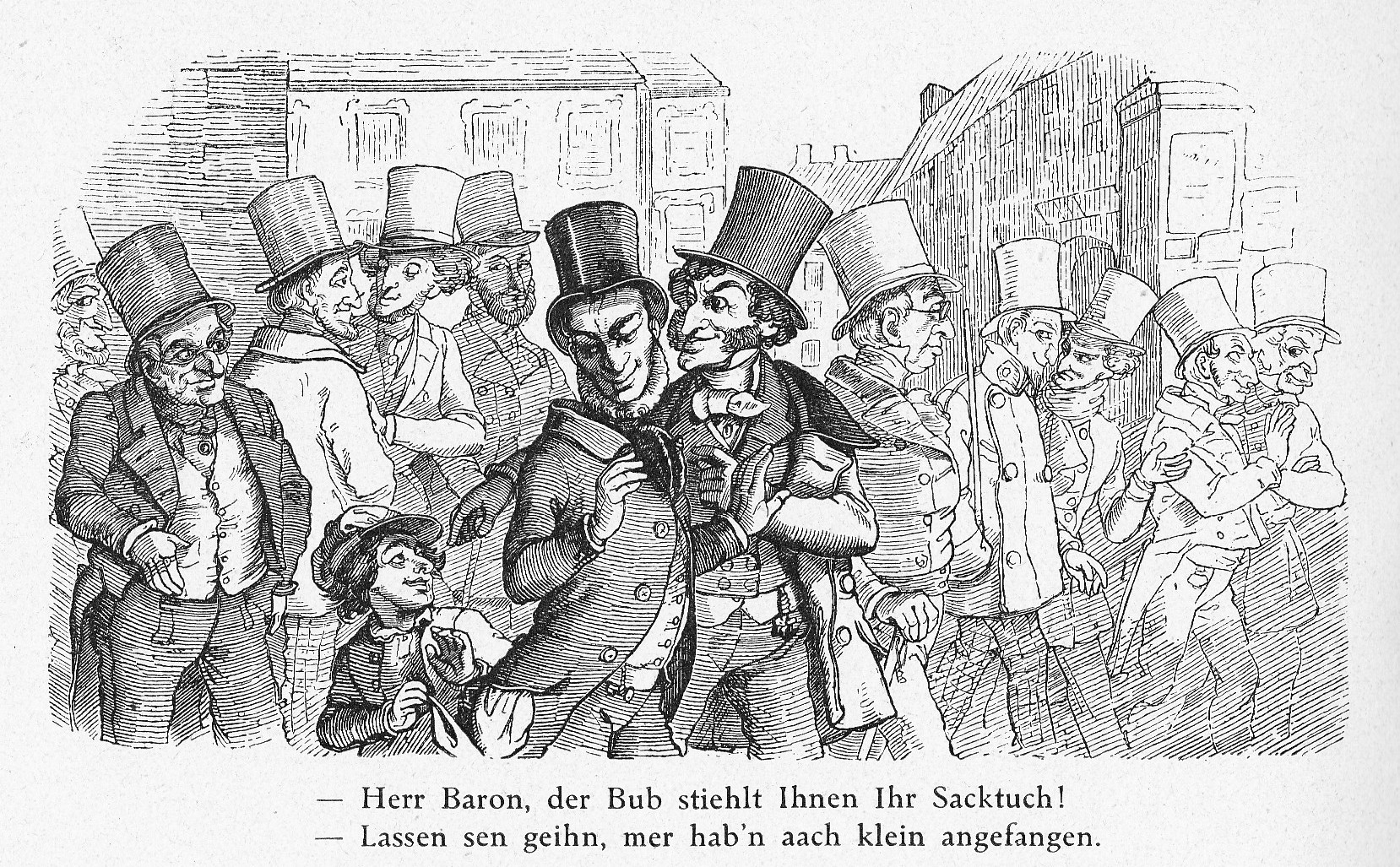
کاریکاتور آلمانی در سال ۱۸۵۱ که یهودیان را متقلب در معامله نشان می‌دهد.

## زنان یهودی

### مادر یهودی
مادران یهودی به کرات توسط کمدین‌های مسخره می‌شوند. معمولاً در این قالب‌ها مادر یهودی به صورت غرغرو، با صدای بلند، بسیار پرحرف، محافظ بیش از حد، غیرقابل تحمل، که بیش از حد در مسائل زندگی فرزندانش دخالت می‌کند تصویر می‌شوند که متخصص در ایجاد احساس گناه در فرزندان خود هستند. معمولاً مادران یهودی در حال پخت و پز برای فرزندان خود تصویر شده که در حال تشویق فرزندانشان به خوردن بیشتر هستند.

### شاهزاده خانم یهودی-آمریکایی
شاهزاده خانم یهودی-آمریکایی نوعی قالب معروف در ایالات متحده برای دختران جوان یهودی است. در این قالب دختران یهودی به دلیل ثروت زیاد خانواده بسیار مادی گرا و خودشیفته هستند. این دختران معمولاً تنبل، خود محور، مادی گرا، ظاهربین، لوس و بیتوجه به مسائل جنسی تصویر می‌شوند. در این قالبها معمولاً شاهزاده خانم یهودی-آمریکایی با مردانی که از نظر شخصیت ضعیف هستند ازدواج می‌کند که حاضر باشند تمامی ثروت خود را برای او خرج کنند تصویر می‌شود. بسیاری از کمدینهای یهودی از این قالب با کرات استفاده کرده‌اند.

## مردان یهودی

### وکلای یهودی
وکیل بودن به عنوان شغل یکی از قالبهای معروف یهودیان است. یهودیان وکیل معمولاً به صورت باهوش، خسیس، پول‌پرست، سوء استفاده کن، دروغگو، متقلب، که با استفاده بیش از حد از بندهای قانون به هدف خود می‌رسند تصویر می‌شوند. در این قابل در بسیاری موارد مردان یهودی وکیل به صورت شیطانی تصویر می‌شوند. معمولاً وکیلان یهودی در این قالبها، دارای لهجه نیویورک، بینی بزرگ، پوست سفید، و حالت اشکنازی هستند.

### پسر مؤدب یهودی
پسر مؤدب یهودی قالب مردان جوان یهودی است که به قدر کافی مردانه نیستند. در این قالب پسران یهودی بیش از حد مؤدب، سر به زیر و دخترانه هستند و دارای خشونت کافی شبیه پسران عادی نیستند.